# Ferruccio Parri
Ferruccio Parri (phát âm tiếng Ý: [ferˈruttʃo ˈparri]; sinh ngày 19 tháng 1 năm 1890 tại Pinerolo – mất ngày 8 tháng 12 năm 1981 tại Rome) là người ủng hộ Phong trào Kháng chiến Ý và là chính trị gia người Ý giữ chức Thủ tướng thứ 29 của Ý vài tháng trong năm 1945. Trong suốt phong trào kháng chiến, ông được biết với tên Maurizio.